# Paramusonius peyrierasi
Paramusonius peyrierasi är en skalbaggsart som beskrevs av Stefan von Breuning 1980. Paramusonius peyrierasi ingår i släktet Paramusonius och familjen långhorningar.
Artens utbredningsområde är Madagaskar. Inga underarter finns listade i Catalogue of Life.